# Parentas
Parentas is een bestuurslaag in het regentschap Tasikmalaya van de provincie West-Java, Indonesië. Parentas telt 1299 inwoners (volkstelling 2010).